# ꝳ
Cette page contient des caractères spéciaux ou non latins. S’ils s’affichent mal (▯, ?, etc.), consultez la page d’aide Unicode.
La lettre mum, ꝳ (minuscule uniquement), est une lettre additionnelle de l’alphabet latin utilisée en latin au Moyen Âge comme abréviation de -mum ou -mus.

## Utilisation
Le signe mum est utilisé au Moyen Âge dans certaines abréviations latines pour -mum comme priꝳ  (primum, « premier ») ou pour -mus comme amaꝳ  (amamus, « nous aimons »),,.

## Représentations informatiques
Le mum peut être représenté avec les caractères Unicode (latin étendu D) suivants :
| formes    | représentations | chaînes de caractères | points de code | descriptions                |
| --------- | --------------- | --------------------- | -------------- | --------------------------- |
| minuscule | ꝳ               | ꝳ                     | U+A773         | lettre minuscule latine mum |